# 腸道出血性大腸桿菌
腸道出血性大腸桿菌是一種會導致出血性腹瀉和结肠炎的微生物。腸道出血性大腸桿菌的致病菌有不少，最常見的是O157:H7型大腸桿菌。大腸桿菌O104:H4型被識別為德國2011年O104:H4型大腸桿菌疫情的原因。腸道出血性大腸桿菌統稱為EHEC，釋放志贺氏菌毒素，可以進一步導致溶血性尿毒综合征。